# Peeta Mellark
Peeta Mellark es uno de los personajes principales de la trilogía de libros Los Juegos del Hambre de la escritora Suzanne Collins. La saga consta de las novelas Los Juegos del Hambre, En llamas y Sinsajo, y es relatada desde el punto de vista de Katniss Everdeen. Peeta y su familia viven en el Distrito 12, el cual se encarga de la minería de carbón, el distrito más pobre y menos poblado en el ficticio país de Panem. Es interpretado por el actor Josh Hutcherson en la película que se estrenó en marzo de 2012, su papel en la película fue aceptado el 3 de abril por Lionsgate, sin embargo fue confirmado públicamente el 4 de abril del 2011.

## Personaje

### Historia
Peeta es el hijo del panadero del Distrito 12, por lo que está mejor alimentado que el resto de la gente del Distrito. Tiene dos hermanos de los que se desconoce los nombres, y a sus padres, quienes mueren en el bombardeo al Distrito durante el Vasallaje de los Veinticinco.
Cuando Peeta es elegido para los juegos, Katniss recuerda cuando una vez le dio un pan que la salvo del hambre y le dieron esperanza para salir adelante en la pobreza, quemando a propósito unas barras de pan y dándoselas sin importarle las consecuencias, ya que al día siguiente Peeta apareció con golpes en el rostro y cuerpo.
Peeta y Katniss jamás habían hablado antes de los Juegos, aunque Peeta siempre intento hacerlo, por lo que no habían tenido ningún tipo de relación. Pero durante una entrevista, Peeta confiesa estar enamorado de Katniss, lo que hace que ella se enfade y lo golpee. Después, su mentor le hace entender que es mejor que el público crea esto para ganar audiencia. Así que, a ella no le queda más remedio que actuar el papel de chica enamorada y hacer de los Juegos más entretenidos, sucediendo la historia de amor entre los trágicos amantes del Distrito 12.

### Apariencia
Peeta tiene 16 años en el primer libro, hasta donde se sabe, 17 en el segundo y el tercero que es el último libro. Es rubio, de ojos azules, contrario a la gente de la Veta, donde vive Katniss. No es muy alto pero tiene una gran fuerza. Es capaz de levantar objetos muy pesados. Ella lo describe como un chico: "Fuerte y de mediana estatura, con brillantes ojos azules y pelo rubio ceniza que le cae en ondas sobre la frente".

### Personalidad
Peeta es gentil y amable, aunque cuando se ve amenazado, es un gran luchador. También es audaz, ya que confiesa ante todo el país su amor por Katniss. Es bueno creando estrategias, algo que le ayuda a sobrevivir —y a ayudar a Katniss a hacerlo— en los Juegos, más allá de no tener ningún tipo de conocimientos en armas. Peeta es autocrítico y no tiene problemas en reírse de sí mismo, es simpático y suele caerle bien a la gente. Haría lo que fuese para proteger a la chica que ama, Katniss.
También es muy persuasivo, capaz de influir en las multitudes a su manera agradable y de lograr que ellos hagan lo que dice, mucho mejor con las palabras y los discursos que Katniss. Incluso fue su declaración de amor la que logró que la población del Capitolio comenzara a reconsiderar la moralidad de los Juegos del Hambre, algo considerable teniendo en cuenta que aquellas personas disfrutaban viendo morir adolescentes en la arena.
Peeta es un muy buen mentiroso, aunque solo miente para proteger a la gente que le interesa. En En Llamas, Finnick Odair, reconoce que es una de las pocas personas realmente buenas en la arena, ya que incluso Katniss es capaz de matar a otros sin pensarlo dos veces.
Gracias a su agradable carácter, hace relaciones fácilmente y se preocupa por lo demás, así como lo hizo con la chica "depresiva" en "En Llamas" cuando esta salvó su vida y Peeta se lamentó por no conocer ni siquiera su nombre cuando esta se "sacrificó" por él, además de que se demostró tristeza en él cuando la chica murió, a pesar de que Peeta no la conocía.

### Habilidades
Peeta se destaca horneando, pintando, camuflándose y en la oratoria. Su talento artístico está desarrollado ya que una de sus tareas en su hogar era la decoración de los hermosos pasteles que vendían en la panadería, también demuestra su talento artístico en la segunda película "En Llamas" al dibujar perfectamente a Rue, una tributo difunta de los Juegos pasados y ex-aliada de Katniss, en su prueba de habilidades. 
Su estructura física le da ventaja en el combate cuerpo a cuerpo y la lucha libre, al igual que es capaz de levantar gran cantidad de peso y aventarlo a grandes distancias. En los Juegos, suele llevar un cuchillo, aunque no lo utiliza mucho y no es tan bueno con las armas como Katniss, tiene habilidad para manipularlo ya que en los primeros Juegos Cato dice que sabe utilizarlo, además de que se enfrenta contra éste y logra salir con vida. En el Vasallaje demuestra estas habilidades, ya que es capaz de luchar sólo con esta arma contra los mutos de la arena, y aunque no se especifica cómo, se sabe que mató a Brutus, el tributo del Distrito 2 cuando este lo atacó al principio de los Juegos en el agua.

## En los libros

### Los Juegos del Hambre
Peeta sale seleccionado en la cosecha como el tributo masculino del Distrito 12, junto a Katniss Everdeen, la chica de la que lleva enamorado desde los cinco años. En la entrevista previa a los Juegos, él confiesa su amor que siente por Katniss ganándose el cariño de la gente del Capitolio. Aunque logra conseguir patrocinadores, estos solo lo ayudan cuando está con Katniss, en la arena.
Cuando comienza el Juego, se une con "los profesionales", un grupo de tributos que fueron entrenados toda su vida para los Juegos. Aunque al principio Katniss cree que es una traición hacia ella y su Distrito, después le da a conocer que desde un principio siempre lo hizo para protegerla.
Luego de defenderla ante Cato, uno de los tributos, es seriamente herido pero consigue escapar y mantenerse escondido gracias a su habilidad para camuflarse, hasta que luego de un aviso de cambio de reglas, en el que se especifica que si los dos últimos tributos con vida son del mismo Distrito se les declarara vencedores a los dos. Esto hace que Katniss vaya en búsqueda de Peeta.
Una vez que Katniss lo encuentra cerca del río, camuflado para no ser visto y herido de gravedad, lo lleva a una cueva para atender su herida y poder estar a salvo del resto de tributos. Es entonces cuando Katniss se da cuenta de que si quiere recibir la ayuda de los patrocinadores, tiene que representar el papel de «los trágicos amantes del Distrito 12», lo que les lleva a darse su primer beso. Aunque Katniss sabe que esto solo es parte del papel que representan, empieza a sentir algo confuso respecto a Peeta que se manifiesta cuando él le confiesa que siempre había estado pendiente de ella aunque no se notase: de que estuviera a salvo cuando volvía a casa, de cómo llevaba el pelo en clase o de otros pequeños detalles. Saber esto hace que la confusión de Katniss respecto a sus sentimientos por Peeta crezca. Además él termina confesándole que aun se siente mal por haberle lanzado las barras de pan en vez de ir a dárselas personalmente, a lo que Katniss le dice que eso no fue lo importante, sino que la alimento cuando estuvo al borde de la muerte.
Después de conseguir la medicina que necesitaba Peeta en un encuentro organizado por la organización, llamado «banquete» en la Cornucopia donde los tributos restantes encontrarían regalos que necesitaban, la medicina de Peeta entre ellos, con el único propósito de precipitar una matanza, Katniss vuelve al lado de Peeta y lo cura. Deciden ir a la Cornucopia para enfrentarse los dos juntos a los tributos que quedan, es entonces cuando los organizadores del Juego envían unos lobos alterados genéticamente para así poder poner fin a los Juegos, Katniss y Peeta sobreviven eliminando a Cato el último tributo y escapando de los feroces lobos mutantes en lo alto de la Cornucopia, es cuando ya se ven vencedores cuando oyen que los organizadores han revocado la regla que permitía dos ganadores así que Peeta le dice que lo mate que uno de los dos tiene que volver a casa, y como él la ama quiere que sea ella, los Juegos necesitan un vencedor. 
Al darse cuenta de esto Katniss le dice a Peeta que se coma las bayas venenosas junto con ella, después de un rato pensando Peeta accede a ingerir el poderoso veneno, si no ganan ambos, ambos morirán. Antes de llegar a tragar las bayas, los dos son interrumpidos y declarados vencedores de los septuagésimo cuartos Juegos del Hambre.
El primer libro termina con Peeta decepcionado al darse cuenta de que el amor que Katniss le había demostrado en la arena no era más que parte del papel que tenían que interpretar como los trágicos amantes del Distrito 12, aunque él no sabe de las dudas de Katniss, de que ella desconoce hasta que punto aquello solo era una farsa para conseguir los favores de los patrocinadores o si en realidad aquel beso significó algo más. Pero tampoco puede detenerse a plantearse estas dudas porque le dicen que en el Capitolio su escena con las bayas ha sentado muy mal y que seguramente querrán vengarse con sus seres queridos.

### En Llamas
Cuando comienza el libro, Katniss y Peeta, los vencedores de los septuagésimo cuartos Juegos del Hambre, deben iniciar el Tour de la Victoria, estratégicamente situado entre cada juego. Ambos deben visitar cada distrito, presentándose como los ganadores y siendo idolatrados ante las cámaras y el Capitolio, por gente que en el fondo, los detesta.
Peeta y Katniss apenas tienen contacto desde el final de los Juegos ya que, Peeta está dolido por lo sucedido después de los juegos cuando Katniss le dice que lo sucedido en la arena solo era una farsa parte del papel que tenían que interpretar. 
Es cuando Katniss cree que podía volver aunque sea durante poco tiempo a la vida que llevaba antes de los Juegos, saliendo a cazar con su mejor amigo Gale y recorriendo el Quemador para vender o cambiar sus presas, pero nada de eso volverá y se da cuenta cuando recibe en su nueva casa de vencedora la visita del Presidente Snow el cual le advierte que en los distritos se están produciendo levantamientos por culpa del desafío a el Capitolio que ella y Peeta, sobre todo ella, habían cometido con el incidente de las bayas. Le dice que mucha gente no lo ve como un acto de amor sino como uno de rebeldía así que en el Tour de la Victoria tendrá que convencerlos a todos de que esta perdidamente enamorada de Peeta y que aquello solo fue un arrebato de locura de una joven enamorada ante la visión de perder a su amor, bajo la amenaza de acabar con todo lo que ella quiere. 
En medio del Tour de la Victoria, de camino al Distrito 11, Peeta consigue estar un momento a solas con Katniss para pedirle perdón por su comportamiento los últimos meses por enfadase por lo que paso en la arena, esto hace que Katniss quiera contarle lo sucedido con el Presidente pero se reprime, cuando llegan al Distrito 11, en medio de los discursos protocolarios de los vencedores, Katniss y Peeta, se produce un levantamiento que obliga a interrumpir precipitadamente el acto, Katniss y Peeta son conducidos de nuevo a la Casa de Justicia del Distrito 11 y desde allí oyen como los Agentes de Paz disparan contra la población para reprimir la protesta, es entonces cuando Katniss decide contarle a Peeta lo sucedido con el Presidente Snow en su casa, Peeta al escuchar las nuevas noticias entra en furia y le recrimina a Katniss que lo haya mantenido al margen de todo porque el también tiene seres queridos que pueden estar en peligro si no consiguen convencer al Presidente Snow de su amor, aunque Peeta no tiene que actuar mucho porque él está verdaderamente enamorado de Katniss.
Al final del Tour de la Victoria, Peeta le pide matrimonio a Katniss y ella acepta como parte de la farsa para convencer al Presidente Snow de su amor y compromiso, aunque esto no es suficiente para el Presidente, así que cuando anuncia el Vasallaje de los 25, unos juegos "especiales" que se celebran cada 25 años, y anuncia que los participantes de los Juegos se escogerán de entre la cosecha de vencedores de cada Distrito, Katniss y Peeta se dan cuanta que deberán volver a los Juegos del Hambre una vez más. Aunque en esta ocasión el único objetivo de Katniss será mantener a Peeta con vida aunque sea a costa de la suya propia, no hace falta decir que el objetivo de Peeta es que Katniss también sobreviva. 
Después de dar el recorrido junto a los demás tributos, una de ellos llamada Johanna se sube con ellos a un ascensor, y le pregunta "¿Qué se siente que ahora todo el mundo quiera acostarse contigo?" y Katniss pensando que se dirigía a ella le contestó "No creo que todo el mundo quiera acostarse conmigo", a lo que Johanna contestó "No estaba hablando contigo" y miró sensualmente a Peeta para después desnudarse frente a Haymitch, Katniss y Peeta, ganándose la molesta mirada de Katniss 
En la entrevista previa a los Septuagésimo Quintos Juegos del Hambre, Peeta rebela que Katniss está embarazada, aunque en realidad no es cierto, sino que lo hace para terminar de romper los corazones de la gente del Capitolio, al saber que no solo destruyen un futuro matrimonio, sino también una familia.
En la arena, Peeta y Katniss hacen alianzas con otros tributos como Finnick Odair, Johanna Mason, Beetee, Wiress y Mags con ellos consiguen sobrevivir a la peligrosa arena donde se celebran los Juegos este año, repleta de trampas mortales y muchos peligros, descubren que en la playa es el lugar más seguro donde estar y allí se quedan, una noche donde Katniss y Peeta se quedan solos haciendo guardia Peeta le habla con franqueza a Katniss sobre las verdaderas intenciones de los dos respeto a mantener al otro con vida a pesar de la suya propia y la intenta convencer de que sus situaciones son muy diferentes, Peeta le dice: "Si tu mueres y yo vivo, nunca volveré a ser feliz mi vida no tendrá sentido, seré un desgraciado el resto de mi vida, pero si tú vives y yo muero, no digo que sea fácil pero hay personas en tu vida que la harían digna de ser vivida, en el Distrito 12 te espera tu madre y Prim, también esta Gale, ellos harán que la vida merezca la pena". Esto hace que Katniss se sorprenda al comprender que Peeta le está entregando todo, su vida la posibilidad de formar una familia con Gale y volver a ver a su madre y hermana otra vez, y ella contesta: "Sí, hay alguien que te necesita, yo" y antes de que Peeta pudiera contestarle ella le da un beso, con el que siente esas cosas que no había sentido desde aquel otro beso en la cueva. Los interrumpe un rayo que despierta a Finnick el cual releva a Katniss en la guardia y se queda con Peeta, a la mañana siguiente Beetee les explica un plan para acabar con el resto de tributos, lo que no saben es que el plan en verdad es para acabar con el campo de fuerza que rodea la arena y así poder escapar, al final consiguen hacerlo y el campo de fuerza desaparece y permite la entrada de un aerodeslizador que rescata a Beetee, Katniss y Finnick, pero antes de llegar a Peeta y Johana ellos son secuestrados por el Capitolio y deciden huir de allí antes que sea tarde. El libro acaba cuando Haymitch le dice a Katniss que esta a salvo y que se dirigen al Distrito 13 para organizar la guerra contra el Capitolio y que no pudieron hacer nada para evitar que secuestren a Peeta, al oír esto último Katniss estalla en ira y dolor, ataca a Haymitch porque se siente traicionada ya que el le había prometido salvar a Peeta a toda costa, la sedan y Gale le dice que ya no existe Distrito 12.

## Película
El 23 de marzo de 2011, Lionsgate comenzó a buscar un actor quien interpretara a Peeta en la película de Los Juegos del Hambre. De acuerdo con The Hollywood Reporter, los contendientes para el papel fueron Josh Hutcherson, Alexander Ludwig (quien finalmente interpretó a Cato, el tributo masculino del Distrito 2), Parrish Hunter, Lucas Till, y Evan Peters. El 4 de abril de 2011, Lionsgate anunció que Hutcherson sería quien interpretase el papel.